# Палісадник обласної лікарні
Паліса́дник обласно́ї ліка́рні — парк-пам'ятка садово-паркового мистецтва місцевого значення в Україні. Розташований у межах міста Ужгорода, Закарпатської області, на вулиці Капушанській, 22 (територія обласної лікарні). 
Площа 0,7 га. Статус надано згідно з рішенням облвиконкому від 25.07.1972 року, № 243, та від 23.10.1984 року, № 253. Перебуває у віданні Закарпатської обласної лікарні. 
Статус надано з метою збереження палісадника з цінними декоративними рослинами (тис ягідний, туя західна тощо). 